# Cecilia Vicuña
Cecilia Vicuña Ramírez (Santiago del Cile, 22 luglio 1948) è un'artista, poetessa e attivista cilena.
Autrice di 25 libri di arte e di poesia, tradotti in sette lingue, le sue opere artistiche sono entrate nelle collezioni di importanti musei: Solomon R. Guggenheim Museum di New York, Museum of Modern Art (MoMA) di New York, Tate Modern di Londra, Museum of Fine Arts di Boston, Pérez Art Museum Miami (PAMM), Museo d'Arte Latinoamericana di Buenos Aires (MALBA) e Museo nazionale delle belle arti (MNBA) di Santiago del Cile, tra gli altri.

## Biografia
Cecilia Vicuña nasce a Santiago del Cile in una famiglia di artisti e intellettuali.
Dal 1957 al 1964 studia inglese alla Saint Gabriel's School a Providencia e realizza le prime tele astratte.
Nel 1966 costruisce i primi oggetti precari, le basuritas, con materiali di risulta. Sempre nel 1966 si iscrive alla Facoltà di architettura presso l'Università del Cile per poi passare alla Facoltà di belle arti.
Nel 1967 fonda Tribu No, un gruppo di artisti e poeti che realizzano azioni artistiche collettive in tutta la città di Santiago.
Nel 1968 il periodico messicano El Corno Emplumado pubblica il suo primo poema, definendolo «ultimo frutto dell'albero della poesia».
Nel 1971 presenta due esposizioni individuali presso il Museo nazionale delle belle arti di Santiago: Otoño e Pinturas, Poemas y Explicaciones, che sono anche le sue prime installazioni site-specific in un museo. Il direttore del Museo, Nemesio Antúnez, definì Otoño come arte concettuale.
Nel 1972, dopo la laurea in Belle arti, con il sostegno del British Council, frequenta la Slade School of Fine Art di Londra.

### In esilio

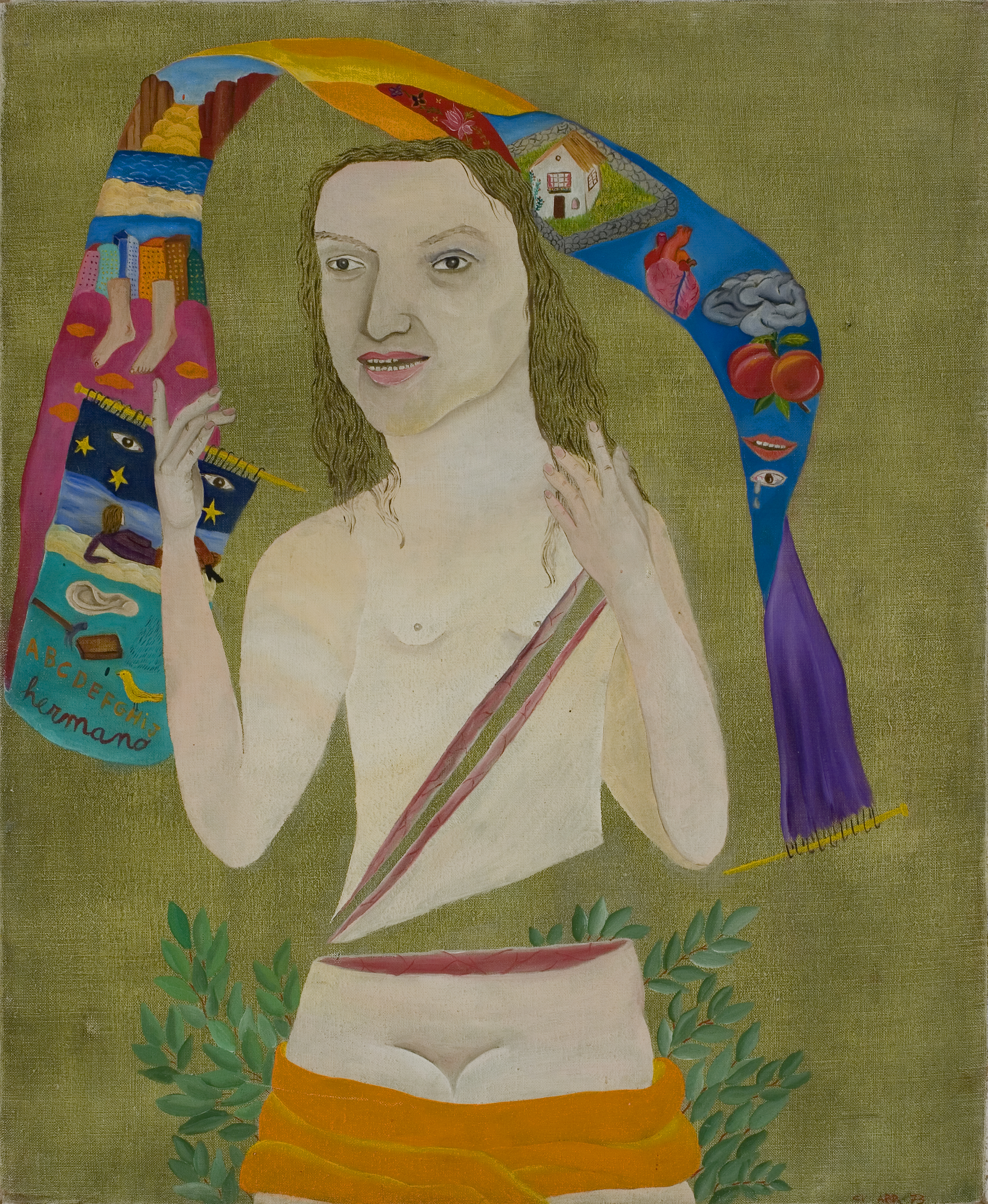
Cecilia Vicuña, Violeta Parra, olio su tela, 1973. Tate Modern di Londra

A seguito del colpo di Stato in Cile dell'11 settembre 1973, Vicuña fa richiesta di asilo per rimanere in Gran Bretagna al termine della borsa di studio, assistita dal National Council for Civil Liberties. I militari cileni bloccano la pubblicazione della sua prima raccolta di poesia Sabor a mí, quindi edita in Gran Bretagna da Beau Geste Press, scritta in difesa di Salvador Allende e del suo progetto socialista, ma anche poesie d'amore e un ritratto di Violeta Parra.
Nel maggio 1974 Cecilia Vicuña, John Dugger, David Medalla e Guy Brett fondano a Londra il gruppo Artists for Democracy (AFD) per raccogliere fondi per la Resistenza cilena e organizzano il Festival of Arts for Democracy in Chile, nel Royal College of Art, con la partecipazione di 320 artisti internazionali, tra i quali Roberto Matta, Julio Cortázar, Christo e Sol LeWitt, oltre a studenti e ad artisti emergenti.
Con il Festival vengono denunciati i soprusi commessi contro il popolo e la cultura dalla dittatura militare di Pinochet, come pure quelli delle altre dittature dell'America Latina, e la violazione dei diritti umani.
Nel 1975 lascia Londra e si trasferisce a Bogotà, in Colombia, dove insegna storia dell'arte e poesia latinoamericana presso l'Università Jorge Tadeo Lozano, collabora con la Corporación Colombiana de Teatro, realizza scene per il Teatro La Candelaria, sviluppa laboratori di creazione artistica con la comunità guambiana della Valle del Cauca, esperienza che la porta ad approfondire il suo legame con la cultura indigena. Nel 1977 presenta Homenaje a Vietnam nella Fundación Gilberto Alzate Avendaño di Bogotà, dedicata alla fine della guerra del Vietnam.
Nel 1979 partecipa al Concorso nazionale di poesia Eduardo Coté Lamus, ma le viene negato il premio a causa del suo tono erotico e irriverente; le conseguenti polemiche le hanno dato notorietà a cui sono seguite letture pubbliche della poesia censurata. Nel 1980 realizza il primo documentario, ¿Qué es para usted la poesía? (Cos'è per voi la poesia?), ora nella collezione del MoMA di New York.
Negli anni dell'esilio in Colombia (1975-1980), la principale opera di Vicuña sono le Palabrarmas, un neologismo che unisce le parole (palabra) con le armi (armas), le uniche armi consentite, che l'artista aveva già sperimentato a Londra nel 1974.
Vicuña concretizza le Palabrarmas in vari media: disegno, collage, pittura su tela, performance e film come risposta poetica alla distorsione del linguaggio e alla violenza delle menzogne. Le sue prime pellícole, ¿Qué es para usted la poesía? e Sol y dar y dad, una palabra bailada, erano concepite come parte della ricerca costitutiva delle Palabrarmas.
Nel 1980 arriva negli Stati Uniti per una serie di letture delle sue poesie all'Università della Florida e a New York, dove incontra César Paternosto, che in seguito sposerà.
A New York collabora con il periodico Heresies: A Feminist Publication on Art and Politics, leggendario gruppo di artiste e intellettuali femministe.
Nel 1981 espone per la prima volta al MoMA, nella collettiva Latin American Video.
Nel 1983 pubblica Precario/Precarious, sua seconda raccolta di poesie, che riceve il premio LINE II e realizza Paracas, film di animazione di un tessuto precolombiano di cultura Nazca
realizzato circa duemila anni prima, ora al Museo d'arte di Lima. Nel 1984 pubblica a Buenos Aires PALABRARmas.
Negli altri anni del decennio Vicuña viaggia per l'America latina, in particolare Argentina, Colombia, Perú, Bolivia e Cile, per denunciare l'oppressione, rivendicare la propria identità femminile e riscrivere la storia della cultura indigena.
Nel 1986 pubblica la raccolta Samara e nel 1988 cura alcuni volumi della collana di letteratura latinoamericana Palabra Sur per la Graywolf Press di Minneapolis.

### Anni 1990
Nel 1990 pubblica la raccolta di poesie La Wik'uña e presenta la sua prima mostra personale negli Stati Uniti, Precario, alla Exit Art Gallery di New York.
Nel 1992 pubblica Unravelling Words & the Weaving of Water per Graywolf Press.
Con questa pubblicazione, Vicuña inizia le sue performance poetiche in giro per gli Stati Uniti, ed espone le sue opere in America Latina, Stati Uniti ed Europa.
Nel 1992 presenta El Ande Futuro al Berkeley Art Museum and Pacific Film Archive (BAMPFA), una installazione site-specific creata appositamente per il museo, in dialogo con i tessuti precolombiani selezionati dalla collezione del Museo di antropologia della stessa Università.
Nel 1995 tiene il suo primo seminario con la comunità rurale di Caleu, in Cile, per promuovere la riscoperta delle conoscenze ancestrali e della tradizione dei Bailes chinos che era andata perduta 30 anni prima. Chino, in quechua, significa "servo della divinità". Questo seminario dà origine a un metodo di educazione decolonizzatrice che la Vicuña chiama Oysi. Nel 1996 pubblica la raccolta Palabra e hilo (Word & thread).
Nel 1997 esce la biografia The Precarious. The Art and Poetry of Cecilia Vicuña. Nel 1998-99 realizza la sua mostra multimediale Cloud-net, dedicata al riscaldamento globale e all'estinzione delle specie, accompagnata dall'omonimo libro; una mostra che è stata ospitata all'Hallwalls Contemporary Arts Center di Buffalo, alla DiverseWorks ArtSpace di Houston e all'Art in General di New York.

### Anni 2000
Nell'anno 2000, Cecilia Vicuña presenta Semi ya, esposizione di semi autoctoni in via di estinzione, alla Galleria Gabriela Mistral di Santiago.
Nel 2001 pubblica la raccolta di poesie El Templo, in dialogo con due dipinti di Manél Lledos.
Nel 2002 realizza un'installazione site-specific insieme a César Paternosto, dal titolo Dis solving: threads of water and light, al The Drawing Center di New York.
Sempre nel 2002 pubblica Instan (Kelsey St. Press, Berkeley), poi tradotto dalla stessa Vicuña con il titolo I tu (Buenos Aires, 2004).
Nel 2007, il suo primo libro, Saboramí, viene pubblicato in Cile, in una ristampa anastatica, 34 anni dopo la censura dell'originale. Nel 2009 pubblica a Lima l'antología V e presenta al Consiglio della cultura di Valparaíso la mostra La Noche de las Especies, La Mar Herida nos Mira, 40 metri di disegni dedicati all'estinzione delle specie marine e alla resurrezione dei batteri primitivi che hanno dato vita all'ossigeno planetario.

### Anni 2010
Nel 2010, Cecilia Vicuña realizza il poema documentario autobiografico Kon Kon, nel quale la poetessa torna nella città costiera di Concón, luogo di origine della sua arte, dove il mare sta morendo e le tradizioni locali stanno scomparendo. Situato al ai piedi dell'Aconcagua, la montagna più alta dell'emisfero occidentale, Concón ha un patrimonio culturale millenario e nel quale si è evoluta una forma musicale unica: il sonido rajado (suono spezzato) dei Bailes chinos.
Sempre nel 2010, pubblica Soy Yos (LOM Ediciones), un'antologia di poesie scritte tra il 1966 e il 2006.
Nel 2011, Vicuña e il poeta statunitense James O'Hern, fondano Oysi, un'organizzazione senza scopo di lucro ispirata dall'idea che «siamo tutti indigeni della famiglia umana, ma l'abbiamo dimenticato» e propone «di ascoltare coloro che hanno mantenuto vivo il ricordo dei nostri legami ancestrali» non scritti.
Nel 2012, esce Spit Temple: Selected Oral Performances di Cecilia Vicuña, nel quale la curatrice Rosa Alcalá trascrive nove improvvisazioni orali della poetessa e include la più importante analisi della sua opera poetica performativa. Spit Temple ha ricevuto il secondo premio nel 2013 PEN Award for Poetry in Translation.
Nel 2013 realizza una mostra personale presso la England & Co Gallery di Londra, nella quale espone parte del suo lavoro realizzato a Londra negli anni '70. La mostra comprendeva i dipinti Violeta Parra (1973), poi acquisito dalla Tate Modern di Londra nel 2017, e Karl Marx (1972), poi acquisito dal Solomon R. Guggenheim Museum di New York nel 2018.
Nel 2013, sempre a Londra, partecipa alla mostra collettiva Friends of London, dedicata agli artisti latinoamericani che avevano lavorato a Londra tra il 1960 e il 1979, mentre in Cile usciva El zen surado, una raccolta di poesie censurate scritte tra il 1965 e il 1972, dedicata «alle studentesse che marciano nude o vestite per la giustizia. La poesia e il futuro dipendono da loro».
Del 2014 è l'esposizione Artists for Democracy: El archivo de Cecilia Vicuña, dedicata al movimento artistico di cui la Vicuña è stata co-fondatrice nel 1974, durante la dittatura militare cilena. La mostra si è svolta tra il Museo della memoria e dei diritti umani e il Museo nazionale delle belle arti, a Santiago del Cile.
Nel 2015 viene nominata Messenger Lecturer per il Dipartimento di Antropologia della Cornell University per contribuire all'«evoluzione della civiltà con lo scopo specifico di elevare lo standard morale della nostra vita politica, commerciale e sociale».

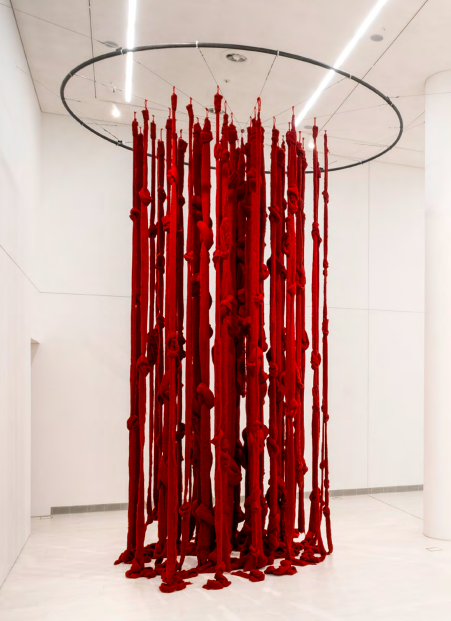
Quipu Menstrual, documenta 14, 2017

Nel 2017 Cecilia Vicuña è invitata a partecipare a documenta 14, una delle più importanti esposizioni d'arte contemporanea nel mondo. Vicuña installò due quipu monumentali, uno ad Atene e l'altro a Kassel, e tenne esibizioni collettive e seminari.
A Kassel erano esposti anche i quadri delle serie Women Poets e Heroes of the Revolution, realizzati negli anni '60, '70 e '80.
Per la sua partecipazione a documenta presenta il libro Read Thread, The Story of the Red Thread nel quale si evidenzia che la poesia e l'arte di Cecilia Vicuña sono profondamente legate alla funzione simbolica dei tessuti: il filo (thread), il nodo e il tessuto come linguaggio e, in particolare, il filo rosso (red thread). Dagli anni '70, il suo lavoro si è confrontato visivamente e poeticamente con i rituali dell'America latina, degli aborigeni australiani, del Sudafrica e dell'Europa paleolitica. Le sue esibizioni, installazioni site-specific, quipu, sculture, dipinti, disegni e testi legano il filo rosso al sangue mestruale e alla continuità della vita.
Sempre nel 2017, inizia i preparativi per l'installazione della mostra itinerante About to Happen, organizzata dal Contemporary Arts Center di New Orleans, a cura di Andrea Andersson e Julia Bryan-Wilson. Questa mostra multimediale comprendeva installazioni site-specific, una selezione di video, oltre 100  precarios e libri dell'artista. In occasione della mostra Siglio Press ha pubblicato il relativo catalogo.
La mostra è stata presentata sino al 2020 nei musei di cinque città degli Stati Uniti: Contemporary Arts Center (CAC) di New Orleans; Berkeley Art Museum e Pacific Film Archive (BAMPFA) di Berkeley; Institute of Contemporary Art di Filadelfia; Henry Art Gallery di Seattle e The Museum of Contemporary Art di North Miami.
Nel 2018 presenta l'installazione multimediale Quipu Disappeared al Brooklyn Museum di New York, poi al Museum of Fine Arts di Boston, che consisteva nell'animazione di tessuti precolombiani proiettata su un quipu di grandi dimensioni, accompagnata da quipu e tessuti precolombiani. Gary Urton, direttore del Progetto Khipu all'Università di Harvard, ha collaborato con Vicuña alla realizzazione del progetto, organizzando anche diversi incontri della poetessa con il pubblico.
Contemporaneamente realizza La India Contaminada, presso la galleria Lehmann Maupin di New York, che comprendeva un quipu, precarios, video e dipinti realizzati tra il 1969 e il 2017.
Sempre nel 2018 presenta PALABRARMas al Neubauer Collegium dell'Università di Chicago, nella quale esponeva i disegni realizzati nel corso del suo viaggio in Amazzonia nei mesi a cavallo del 1977-1978, a completamento della quale ha pubblicato il libro AMAzone Wordarmas. 
A fine 2018 presenta La Minga Oysi, insieme a studentesse attiviste femministe, alla Galería Macchina della Pontificia università cattolica del Cile.
Quello stesso anno riceve il premio Achievement Award assegnato da Cisneros Fontanals Art Foundation (CIFO) e ha l'onore di essere nominata Sherry Memorial Poet in Residence 2018 per il Programma di poesia e poetica dell'Università di Chicago.
Nel 2019 riceve il Premio Velázquez di arti plastiche assegnato dal Ministero della cultura e dello sport della Spagna con la motivazione «per il suo importante lavoro di poetessa, artista plastica e attivista, che ha utilizzato un'arte multidimensionale con la quale interagisce con la terra, la lingua scritta e i tessuti. Creatrice di una poetica speciale con la quale incrocia la coscienza ecologica, la città e l'istituzione artistica. Il suo lavoro è debitore di una conoscenza millenaria attualizzata con performance, installazioni, sculture, libri e gesti della vita quotidiana».

Il MoMA di New York, dopo i lavori di ampliamento, include tre sue opere nell'esposizione The New MoMA: Pantera Negra y yo (1978), la pellicoa ¿Qué es para usted la poesía? (1980) e la raccolta di poesie Sabor a mí (1973).
Al Wexner Center for the Arts di Columbus (Ohio), con la sua personale Lo Precario/The Precarious  presenta oltre 50 basuritas.

Al Witte de With Center for Contemporary Art di Rotterdam allestisce Veroir el Fracaso Iluminado con opere dai suoi archivi personali e prestiti da musei e collezioni private: un Quipu Menstrual, precarios, palabrarmas, dipinti, explicaciones, sculture, video, tessuti, i suoi lavori di solidarietà con il Vietnam e la Colombia, Tribu No e Artists for Democracy. Contemporaneamente pubblica il volume Seehearing the Enlightened Failure, che, in 360 pagine, riunisce 120 sue opere a partire dal 1960.

Poi, al Centro Cultural España di Santiago del Cile, presenta Minga del Cielo Oscuro, per il quale la Vicuña ha convocato artisti, astronomi, archeologi, musicisti ed etnomusicologi per riflettere sull'oscurità del cielo notturno e sulle molteplici conseguenze ecologiche, neurologiche e sociali della sua scomparsa.
La mostra presenta una convergenza di conoscenze ancestrali, scientifiche e poetiche, acquisite durante il soggiorno della Vicuña all'Osservatorio di La Silla dell'ESO e sulla sua visita al sito archeologico El Olivar della popolazione diaghita, alla periferia di La Serena, a sud del deserto di Atacama.

### Anni 2020
Dopo le chiusure a causa della Pandemia di COVID-19, il Museo d'arte di Lima presenta la mostra tematica Khipus. Nuestra historia en nudos, nella quale vengono presentati 68 quipu dall'epoca Huari agli artisti contemporanei (Cecilia Vicuña e Jorge Eduardo Eielson).
L'8 marzo 2022 la direzione della Esposizione internazionale d'arte di Venezia comunica l'assegnazione a Cecilia Vicuña del Leone d'oro alla carriera con la motivazione «Vicuña [...] nel campo delle arti visive si è distinta per un’opera che spazia dalla pittura alla performance, fino alla realizzazione di assemblage complessi. Al centro del suo linguaggio artistico c’è una forte fascinazione per le tradizioni indigene e per le epistemologie non occidentali. Per decenni ha lavorato in disparte, con precisione, umiltà e ostinazione, anticipando molti dibattiti recenti sull’ecologia e il femminismo e immaginando nuove mitologie personali e collettive. La maestria di Vicuña consiste nel trasformare gli oggetti più modesti in snodi di tensioni e forze. Molte delle sue installazioni sono realizzate con materiali trovati e detriti abbandonati che l’artista intesse in delicate composizioni, nelle quali il microscopico e il monumentale sembrano trovare un fragile equilibrio: un’arte precaria, al contempo intima e potente.» La cerimonia di consegna è avvenuta il 23 aprile a Ca' Giustinian, sede della Biennale di Venezia.
In occasione della LIX Esposizione internazionale d'arte di Venezia, una sala del Padiglione centrale dei Giardini della Biennale ha ospitato la sua installazione site specific NAUfraga, realizzata per l'occasione e dedicata alla fragilità (fraga) della laguna di Venezia.
Il 27 maggio 2022, e sino al 5 settembre, ha presentato al Solomon R. Guggenheim Museum di New York la personale Spin Spin Triangulene, nella quale viene esposta la produzione artistica dalla fine degli anni 1960; in particolare un quipu in tre parti, Quipu del exterminio (Extermination Quipu), che rappresenta un invito a fermare l'estinzione delle specie sulla Terra e la perdita della diversità bioculturale.
L'11 ottobre 2022, e sino al 16 aprile 2023, la Turbine Hall della Tate Modern di Londra ospita l'installazione Brain Forest Quipu, due quipu di lana grezza sospesi dai 27 metri del soffitto della sala, per sensibilizzare il pubblico sulla distruzione delle foreste pluviali, «omicidi, [...] crimini contro l'umanità, crimini contro il nostro pianeta».
Il 3 maggio 2023 ha ricevuto la Laurea honoris causa dall'Università del Cile, pochi giorni prima di inaugurare l'esposizione Cecilia Vicuña. Soñar el agua. Una retrospectiva del futuro (1964-), prima retrospettiva presso il Museo nazionale delle belle arti di Santiago dal 1971.

## Arti visive

### Iquipu
Cecilia Vicuña ha iniziato a realizzzare i quipu negli anni '60 come atto di resistenza poetica e con il passare degli anni è sempre più conosciuta per le sue opere monumentali, realizzate con lana grezza e altre fibre, tinte di cremisi e sospese o drappeggiate dall'alto.
La Vicuña si riferisce a queste installazioni in fibra come quipu, riferendosi ai sistemi di scrittura indigeni soppressi dai colonizzatori spagnoli.
A differenza dei quipu precolombiani facilmente maneggiabili, i quipu della Vicuña sono integrati nel paesaggio o nelle gallerie d'arte in cui vengono esposti.
Cecilia Vicuña ha definito il suo primo quipu, una corda vuota così come il suo primo precario, come il «quipu che non ricorda nulla».

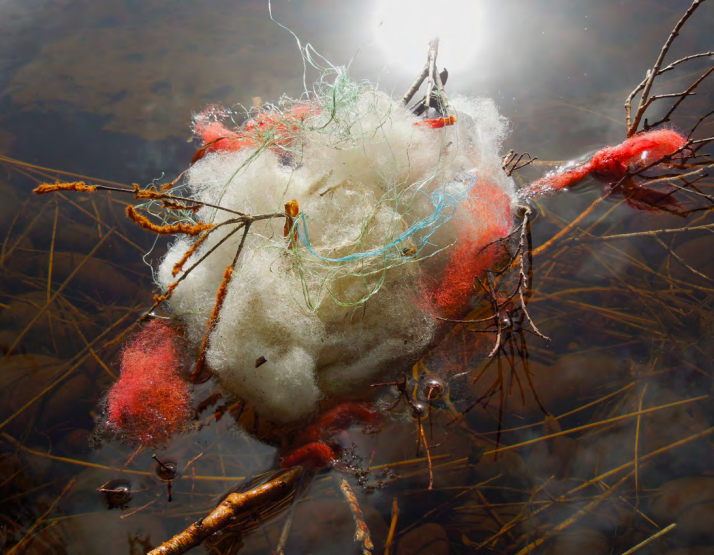
Basuritas del fin del mundo (2012), Lehmann Maupin, New York.

### Iprecarios
Nel 1966 Cecilia Vicuña creò le prime sculture, piccole ma potenti, utilizzando gli oggetti trovati sulla spiaggia: bastoncini, sassi, piume, fili, reti di plastica, ecc. Mise in ordine gli oggetti in riva al mare come offerte sacre e, in un umile atto di comunicazione con la natura, fotografò l'opera effimera prima che fosse cancellata dalle onde. 
La Vicuña li chiama precarios (o basuritas), metafore spaziali o poesie multidimensionali; il loro destino è quello di disintegrarsi, fondersi con la natura, e rappresenta un modo per onorare e trovare un equilibrio con il mondo naturale senza sottoporlo a nessun tipo di violenza. I precarios non hanno una sede e il loro destino è scomparire.
La critica d'arte Lucy Lippard ha sostenuto che i primi basuritas precedono di pochi mesi la land art, gli Earthworks di Robert Smithson.

### Installazioni
Le installazioni della Vicuña sono spesso costituite da grandi e lunghi fili di lana di vari colori e trame. Nella sua serie Cloud-Net, ha utilizzato la lana di vigogna (vicuña, in spagnolo) in intrecci di trama e ordito su larga scala esibiti in ambienti rurali e urbani. Questa installazione, in particolare, collegava Cecilia Vicuña al Movimento artistico femminista. Nella sua mostra personale al Museum of Fine Arts di Boston, Cecilia Vicuña: Disappeared Quipu, ha combinato le installazioni in lana con le proiezioni audio e video per creare un'esperienza coinvolgente e suggestiva per i visitatori del museo.

### Dipinti
Cecilia Vicuña ha realizzato numerosi dipinti tra la fine degli anni '60 e l'inizio degli anni '70. Molti di questi dipinti fanno riferimento ad artisti latino americani del XVI secolo che includevano le proprie influenze culturali nei loro dipinti di angeli e santi per la Chiesa cattolica.
Nei dipinti della Vicuña, le icone religiose sono sostituite da figure politiche e letterarie, come la serie Heroes of the Revolution, e componenti della sua famiglia.

### Performance
Il volume Spit Temple: Selected Performances by Cecilia Vicuña (2012), con un'introduzione critica di Rosa Alcalá, raccoglie testi e trascrizioni delle performance improvvisate di Cecilia Vicuña, che combinano canti, gesti, monofonie e poesie.
Nel 1979, a Bogotà, Cecilia Vicuña ha realizzato la performance El Vaso de Leche (Il bicchiere di latte) nel quale versava un bicchiere di latte per protestare contro la morte di 1 920 bambini colombiani a causa della contaminazione del latte. La società responsabile aveva aggiunto prodotti nocivi come la vernice per massimizzare i profitti.
Nel 1981 a New York la performance Parti si Pasión, scomposizione della parola participation (partecipazione), scritta sull'asfalto della strada che conduceva al World Trade Center con i colori bianco (Parti), blu (si) e rosso (Pasión) della bandiera cilena e di quella statunitense.

## Esposizioni

### Esposizioni personali
- Otoño, Museo nazionale delle belle arti, Santiago del Cile, 1971
- Pinturas Poemas y Explicaciones, Museo nazionale delle belle arti, Santiago del Cile, 1971
- Cecilia Vicuña, Universidad Católica del Norte, Antofagasta, 1971
- Cecilia Vicuña, Galería Point, Santiago del Cile, 1972
- Pain Things & Explanations, Institute of Contemporary Arts (ICA), Londra, 1973
- A Journal of Objects for the Chilean Resistance: 400 precarious objects, Arts Meeting Place, Londra, 1974
- Homenaje a Vietnam, Fundación Gilberto Alzate Avendaño, Bogotà, 1977
- Precarious, Exit Art Gallery, New York, 1990
- El Ande Futuro, University Art Museum, Berkeley, 1992
- Hilumbres Allqa, Kanaal Art Foundation, Courtrai, Belgio, 1994
- Ceq'e Fragments, Center for Contemporary Arts, Santa Fe, 1994
- Precario, Inverleith House, Giardino botanico reale di Edimburgo, 1996
- K’isa, University Art Gallery, University of Massachusetts, Dartmouth, 1997
- Cloud-net, Hallwalls Contemporary Arts Center, Buffalo; Diverse Works Artspace, Houston; Art in General, New York, 1998-99
- Semi ya, Galería Gabriela Mistral, Santiago del Cile, 2000
- Book No Book, Woodland Pattern Center, Milwaukee, 2001
- Thread Mansion, The Boulder Museum of Contemporary Art, Boulder, 2002
- Into Union, Latin Collector, New York, 2002 (con César Paternosto)
- Dis solving: threads of water and light, The Drawing Center, New York, 2002 (con César Paternosto)
- Otoño: Reconstrucción Documental, Museo nazionale delle belle arti, Santiago del Cile, 2007
- Parti Si Pasión, Metales Pesados, Santiago del Cile, 2008
- Noche de las Especies: la mar herida nos mira, Consejo Nacional de la Cultura y las Artes, Valparaíso, 2009
- Water Writing: Anthological Exhibition, 1966-2009, Institute for Women & Art, Rutgers University, New Jersey, 2009
- Aural, Galería de Arte Patricia Ready, Santiago del Cile, 2012
- Les Immémoriales, Frac Lorraine, Metz, Francia, 2013
- Cecilia Vicuña, England & Co, Londra, 2013
- Artists for Democracy: El archivo de Cecilia Vicuña, Museo della memoria e dei diritti umani e Museo nazionale delle belle arti, Santiago del Cile, 2014
- Dianna Frid and Cecilia Vicuña: A textile exhibition, Poetry Foundation, Chicago, 2015
- Book no Book, Quipu no quipu, Woodland Pattern Book Center, Milwaukee, 2015
- Cecilia Vicuña: About To Happen, Contemporary Arts Center, New Orleans, 16 marzo - 18 giugno 2017
- documenta 14, Kessel e Atene, 2017
- La India Contaminada, Lehmann Maupin, New York, 2018
- PALABRARMas, Neubauer Collegium for Culture and Society, Chicago, 2018
- Quipu Disappeared, Brooklyn Museum, New York, 2018; Museum of Fine Arts, Boston, 2018
- Cecilia Vicuña: About To Happen, Berkeley Art Museum e Pacific Film Archive (BAMPFA) di Berkeley; 11 luglio - 14 ottobre 2018
- Cecilia Vicuña: About To Happen, Institute of Contemporary Art di Filadelfia, 1º febbraio - 31 marzo 2019
- Veroir el Fracaso Iluminado, Witte de With Center for Contemporary Art, Rotterdam, 2019; Museo Universitario de Arte Contemporáneo (MUAC), Città del Messico, 2020
- Lo Precario/The Precarious, Wexner Center for the Arts, Columbus, Ohio, 2019
- Cecilia Vicuña: About To Happen, Henry Art Gallery, Seattle, 27 aprile - 15 settembre 2019
- Cecilia Vicuña: About To Happen, Museum of Contemporary Art, North Miami, 26 novembre 2019 - 29 marzo 2020
- Cecilia Vicuña: Spin Spin Triangulene, Solomon R. Guggenheim Museum, New York, 2022
- Cecilia Vicuña: Brain Forest Quipu, Tate Modern, Londra, 2022
- Cecilia Vicuña. Soñar el agua. Una retrospectiva del futuro (1964-), Museo nazionale delle belle arti, Santiago del Cile, 2023

### Esposizioni collettive
- Biennale di Quito, 1972
- Salón Nacional de Pintura Instintiva, Museo nazionale delle belle arti, Santiago del Cile, 1972
- Arte Latinoamericano, Pyramid Gallery, Washington, 1972
- Whitechapel Art Gallery Open Exhibition, Londra, 1972
- Women Artists, Università dell'Essex, 1972
- Festival of Arts for Democracy in Chile, Royal College of Art, Londra, 1974
- Trabajadores Culturales de Nuestra América, San Francisco, 1975
- Casa de la Cultura de Neiva, Colombia, 1976
- International Plakate, Berlino, 1977
- Arte Público, Bogotá, 1977
- Arte Fantástico, Centro venezuelano di cultura, Bogotá, 1978
- Video from Latin America, Museum of Modern Art (MoMA), New York, 1981
- Women of the Americas, Americas Society, New York, 1982
- II Biennale dell'Avana, Cuba, 1983
- Archer M. Huntington Art Gallery, Austin, 1984
- Latin American Artists in New York since 1970, Archer M. Huntington Art Gallery, Austin, 1987
- The Decade Show, New Museum of Contemporary Art, New York, 1991
- Efecto de Viaje, Museo nazionale delle belle arti, Santiago del Cile, 1991
- Promoción Popular, Centro Cultural Matucana 100, Santiago del Cile, 2003
- Gabinete de Lectura: Artes Visuales Chilenas Contemporáneas, Museo nazionale delle belle arti, Santiago del Cile, 2005
- Nehuen: Mapuche Power, Museo de las Américas, Denver, 2005
- Del otro lado: Arte Contemporáneo de Mujeres en Chile, Centro Cultural Palacio La Moneda, Santiago del Cile, 2006
- Multiplication, Museo de Arte Contemporáneo de Santiago, Santiago del Cile, 2006
- Wack!, Museum of Contemporary Art di Los Angeles (MOCA), 2007
- Menú de Hoy Comida Lenta, Salas Mall Plaza del Museo Nacional de Bellas Artes, Talcahuano, 2007
- Subversive Practices: Art under Conditions of Political Repression, 60's -80's South America-Europe, Württembergischer Kunstverein, Stoccarda, 2009.
- Exposición Centenario, Museo nazionale delle belle arti, Santiago del Cile, 2010
- Friends of London - Artists from Latin America in London from 196X - 197X, David Roberts Art Foundation, Londra, 2013
- Arte en Chile: 3 miradas, Museo nazionale delle belle arti, Santiago del Cile, 2014
- Ausencia Encarnada: Efimeralidad y colectividad en el arte chileno de los años setenta, Museo de la Solidaridad Salvador Allende, Santiago del Cile, 2015
- Agitprop!, Elizabeth A. Sackler Center for Feminist Art, Brooklyn Museum, New York, 2016
- La emergencia del Pop: calle e irreverencia en Chile, Museo de la Solidaridad Salvador Allende, Santiago del Cile, 2016
- Radical Women: Latin American Art, 1960–1985, Hammer Museum, Los Angeles, 2017
- Territorios que importan. Género, arte y ecología,l Centro de Arte y Naturaleza (CDAN), Huesca, Spagna, 2018
- Minga del Cielo Oscuro, Centro Cultural de España, Providencia, 2019
- Khipus. Nuestra historia en nudos, Museo d'arte di Lima, 2020
- NAUfraga per la LIX Esposizione internazionale d'arte di Venezia, 2022

## Pubblicazioni
- Saborami, Beau Geste Press, Devon, 1973
- Siete Poemas, Ediciones Centro Colombo Americano, Bogotá 1979
- Precario / Precarious, Tanam Press, New York, 1983
- Luxumei o el Traspié de la Doctrina, Editorial Oasis, Città del Messico, 1983
- PALABRARmas, Ediciones El Imaginero, Buenos Aires, 1984
- Samara, Ediciones Embalaje, Museo Rayo, Roldanillo, Colombia, 1986
- La Wik'uña, Francisco Zegers Editor, Santiago del Cile, 1990
- Unravelling Words & the Weaving of Water, Graywolf Press, Minneapolis, 1992
- PALABRARmas / WURWAPPINschaw, Morning Star Publications, Edimburgo, 1994
- La realidad es una línea, Kanaal Art Foundation, Courtrai, Belgio, 1994
- Palabra e hilo (Word & thread), Morning Star Publications, Edimburgo, 1996
- Cloud-net, con poesie di Cecilia Vicuña e testi di Laura Hoptman, Surpik Angelini e David Levi Strauss, Art in General, New York, 1999
- El Templo, Situations, New York, 2001
- Instan, Kelsey St. Press, Berkeley, 2002
- I tu, Tsé≈Tsé, Buenos Aires, 2004
- Sabor a mí, Ediciones UDP, Santiago del Cile, 2007
- V. Antología de poesía, Edición de Renato Gómez, Lima, 2009
- Soy Yos: Antología 1966-2006, Lom Ediciones, Santiago del Cile, 2010
- Beforehand, Belladona Chaplet Series #131, New York, 2011
- Chanccani Quipu, Granary Books, New York, 2012
- Spit Temple: Selected Performances by Cecilia Vicuña, edited by Rosa Alcalá, Ugly Duckling Presse, New York, 2012
- El zen surado, Catalonia, Santiago del Cile, 2013
- Read Thread: The Story of the Red Thread, Sternberg Press, Londra, 2017
- About to Happen, a cura di Andrea Andersson e Julia Bryan-Wilson, Siglio Press, New York, 2017
- New & Selected Poems, Kelsey Street Press, Berkeley, 2018
- AMAzone Palabrarmas, The Circadian Press, Brooklyn, 2018
- con Camila Marambio, Slow Down Fast, A Toda Raja, Errant Bodies, Berlino, 2019
- Minga del Cielo Oscuro, AECID, Madrid, 2020

## Riconoscimenti
- Esposizione internazionale d'arte di Venezia
  - 2022 – Leone d'oro alla carriera